# Vissoki (Prókhorovka)
|  | Per a altres significats, vegeu «Vissoki». |

Vissoki - Высокий (rus) - és un poble (un khútor) de l'óblast de Bélgorod, a Rússia. El 2010 tenia 51 habitants. Pertany al districte (raion) de Prókhorovka.